# Zofia (Łódź)
Pour les articles homonymes, voir Zofia.
Zofia est une localité polonaise de la gmina d'Osjaków, située dans le powiat de Wieluń en voïvodie de Łódź.